# 柳澤章
柳澤 章（やなぎさわ あきら、1943年9月30日 - ）は、日本の機械工学者、学校法人日本工業大学理事長、株式会社日工テクノ代表取締役。工学博士（東京大学）。

## 略歴
- 1968年3月 - 千葉大学大学院工学研究科機械工学専攻修士課程修了
- 1968年4月 - 日本工業大学工学部機械工学科に助手として勤務
- 1987年3月 - 工学博士（東京大学）
- 1991年11月 - 日本工業大学工学部機械工学科教授
- 1995年4月 - 日本工業大学工学部機械工学科主任（1998年9月まで）
- 1995年7月 - 学校法人日本工業大学評議員
- 2002年6月 - 日本工業大学教務部長補佐（2003年3月まで）
- 2003年4月 - 学校法人日本工業大学理事
- 2003年4月 - 日本工業大学教務部長
- 2003年12月 - 日本工業大学学長（2期8年）（2011年12月まで）
- 2011年12月 - 学校法人日本工業大学副理事長
- 2013年7月16日 - 学校法人日本工業大学理事長[1]

## 業績
生産技術に関する研究・開発並びにその実用化、企業化を行った。中でも特徴的な例は次の通りである。
画期的な金属繊維製造技術を開発し、世界最大のスチールワイヤー製造会社であるベルギーのベカルト社に技術供与を行い、その後、日本工業大学とベカルト社の共同出資で平成9（1997）年5月にベキニット株式会社（現：株式会社日工テクノ）を設立。大学発ベンチャーとして活躍。

## 学界および社会における活動
型技術協会　名誉会員
　（株）日工テクノ　取締役
　（社）世界貿易センター（東京）　理事
　（社）先端技術産業戦略推進機構　理事

## 賞罰
- 1986年11月　素形材産業技術賞
- 1997年6月　日本繊維機械学会　技術賞